# 9 (numero)

L'evoluzione del numero nove dagli Indiani agli Europei

Nòve (indoeuropeo *H1newṇ-; cf. latino novem, greco ἐννέα, sanscrito náva, gotico niun, armeno inn) è il numero naturale dopo l'8 e prima del 10.

## Proprietà matematiche
- È un numero dispari.
- È un numero composto e ha i seguenti divisori: 1, 3, 9. Poiché la somma dei divisori (escluso il numero stesso) è 4 < 9 è un numero difettivo.
- È il quadrato di 3.
- È un numero perfetto totiente.
- Un numero è divisibile per 9 se e solo se la somma delle sue cifre lo è.
- È un numero rifattorizzabile, essendo divisibile per il numero dei suoi divisori.
- È un numero idoneo.
- È un numero potente.
- Ogni numero naturale è la somma di al più nove cubi.
- Se a qualsiasi numero naturale si sottrae la somma delle cifre che lo compongono, si ottiene un multiplo di 9.
- Nel sistema binario è un numero palindromo.
- È parte delle terne pitagoriche (9, 12, 15), (9, 40, 41).
- È un numero a cifra ripetuta nel sistema di numerazione posizionale a base 8 (11).
- È un numero fortunato.
- È un numero di Kaprekar.
- È un numero di Proth.
- È un numero colombiano nel sistema numerico decimale.
- È un numero malvagio.
- È il primo numero quadrato dispari.
- È l'ultimo numero a una cifra.
- È un termine della successione di Padovan.
- È un numero di Cullen.
- Il 9 se moltiplicato riconduce sempre a sé: 
2 × 9 = 18 → 1 + 8 = 9 
 3 × 9 = 27 → 2 + 7 = 9
 allo stesso modo se si somma un numero al 9 il risultato rimanda poi al numero iniziale:
 7 + 9 = 16 → 1 + 6 = 7 
 7 + 9 + 9 = 25 → 2 + 5 = 7 
 7 + 9 + 9 + 9 = 34 → 3 + 4 = 7[1]
- Il 9 possiede questa proprietà matematica a "piramide":

_________1×9+2 = 11
________12×9+3 = 111 
_______123×9+4 = 1111
______1234×9+5 = 11 111
_____12 345×9+6 = 111 111
____123 456×9+7 = 1 111 111
___1 234 567×9+8 = 11 111 111
__12 345 678×9+9 = 111 111 111
123 456 789×9+10 = 1 111 111 111
oltre a:
________1×8+1 = 9
_______12×8+2 = 98 
______123×8+3 = 987 
_____1234×8+4 = 9876 
____12 345×8+5 = 98 765
___123 456×8+6 = 987 654
__1 234 567×8+7 = 9 876 543
_12 345 678×8+8 = 98 765 432
123 456 789×8+9 = 987 654 321
- Se si pone al quadrato il numero 111 111 111 (ossia 1 ripetuto nove volte) si ottiene il numero palindromo 12345678987654321, inoltre se si sommano tutti i numeri ottenuti:1+2+3+4+5+6+7+8+9+8+7+6+5+4+3+2+1 si ottiene 81, e a sua volta 8 + 1 = 9.

## Chimica
- È il numero atomico del Fluoro (F).

## Astronomia
- 9P/Tempel è una cometa periodica del sistema solare.
- 9 Metis è un asteroide della fascia principale battezzato così in onore di Metide, un Titano della mitologia greca.
- M 9 è un ammasso globulare visibile nella costellazione dell'Ofiuco.
- NGC 9 è una galassia a spirale della costellazione di Pegaso.

## Astronautica
- Cosmos 9 è un satellite artificiale russo.

## Biologia
- 9 sono i mesi di gestazione per il genere umano.

## Simbologia

### Numerologia
- In geometria il 9 è rappresentato dall'ennagono e dalla stella a nove punte, determinata dalla sovrapposizione di tre triangoli equilateri (morte, vita, aderenza al mondo fenomenico).
- Rappresenta i Regni minerale, vegetale, animale per cui ogni Regno è diviso in tre parti.
- Rappresenta i nove elementi del corpo umano (ossa, cervello, nervi, vasi sanguigni, sangue, carne, pelle, unghie, capelli).

### Religione
- Nel De coelesti hierarchia lo Pseudo-Dionigi l'Areopagita stabilisce una definitiva sistemazione degli angeli in nove cori, a seconda della vicinanza a Dio.
- Nel Cristianesimo il numero nove è simbolo del miracolo in quanto quadrato di 3, simbolo della trinità e del sacrificio di Cristo per la salvezza degli uomini. Nei Vangeli, Gesù crocifisso alla terza ora (corrispondente alle nove del mattino[2]), comincia l'agonia alla sesta ora, e spira alla nona[3].
- nella Teogonia di Esiodo. Nove giorni e nove notti sono la misura del tempo che separa il cielo dalla terra e questa dall'inferno. Un'incudine di bronzo cadrebbe dal cielo per nove giorni e nove notti prima di raggiungere il decimo giorno la terra. Allo stesso modo un'incudine di bronzo cadrebbe dalla terra per nove giorni e nove notti prima di raggiungere il decimo giorno il Tartaro.

### Mitologia
- Nove sono le Muse, personificazione per le scienze e le arti della somma delle conoscenze umane. In mitologia sono nate da Zeus in nove notti d'amore.
- Nove sono le divinità della Grande Enneade, venerate nell'Antico Egitto ad Eliopoli. Una di esse, Ra, poteva trasformarsi in tutte le altre, ed assumere la forma di un gatto.
- Nove sono i mondi dell’albero Yggdrasill  il frassino che si leva al centro dell'universo nella mitologia norrena.

### Smorfia
- Nella smorfia il numero 9 è la figliolanza.

## Sport
- Nella numerazione di base del calcio a 11, il 9 è il centravanti.
- Nove è il numero di elementi schierati in campo da una squadra di baseball.
- Nel rugby a 15 la maglia numero 9 è indossata dal mediano di mischia.

## Letteratura
- Nella Vita Nova, Dante identifica nel numero nove la massima espressione dell'amore divino in quanto esso ha come radice quadrata proprio il numero tre, sacro per i cristiani come simbolo della santissima trinità. Al numero nove identifica anche Beatrice, simbolo divino, che gli apparve per la prima volta all'età di nove anni. Il secondo incontro avviene esattamente nove anni più tardi dove Beatrice rivolge a Dante il suo primo saluto nell'ora nona di quel giorno. Dante poi compila l'elenco delle sessanta donne più belle di Firenze e Beatrice significativamente compare non al primo posto, bensì al nono.
- Nella Divina Commedia di Dante nove è anche il numero dei cerchi infernali e simmetricamente nove sono le sfere celesti del paradiso.

## Musica
- Nove, album di Ivan Graziani

## Cinema
- 9 è un film d'animazione di Shane Acker (2009).
  - 9, cortometraggio di Shane Acker, da cui è stato realizzato il film.

## Animazione
- Galaxy Express 999  è una serie manga e anime creata da Leiji Matsumoto,.

## Videogiochi
- 999: Nine Hours, Nine Persons, Nine Doors è una visual novel e avventura interattiva sviluppata dalla Chunsoft.

## Termini derivati
- Novembre
- Novenario
- Novena